# Protoptila chontala
Protoptila chontala är en nattsländeart som beskrevs av Oliver S. Flint Jr. 1974. Protoptila chontala ingår i släktet Protoptila och familjen stenhusnattsländor. Inga underarter finns listade i Catalogue of Life.